# Pilea rotundata
Pilea rotundata är en nässelväxtart som beskrevs av August Heinrich Rudolf Grisebach. Pilea rotundata ingår i släktet pileor, och familjen nässelväxter. Inga underarter finns listade i Catalogue of Life.